# 森林公園站 (莫斯科地鐵)
森林公園站（羅馬化：Lesoparkovaya）是莫斯科地鐵布托沃線的一個車站。森林公園站開通於2014年2月27日。森林公園站的深度較淺，為單拱頂設計。